# Arquidiócesis de Rabat
La arquidiócesis de Rabat (en latín: Archidioecesis Rabaten(sis), en francés: Archidiocèse de Rabat y en árabe: أبرشية الرباط‎) es una circunscripción eclesiástica metropolitana de rito latino de la Iglesia católica en Marruecos. Desde el 29 de diciembre de 2017 su arzobispo es Cristóbal López Romero, S.D.B.

## Territorio y organización
La arquidiócesis extiende su jurisdicción sobre los fieles católicos de rito latino residentes en las regiones: Oriental (excepto la provincia de Nador), Fez-Mequinez, Rabat-Salé-Kenitra, Beni Melal-Jenifra, Casablanca-Settat, Marrakech-Safí, Draa-Tafilalet, Sus-Masa y Guelmim-Ued Nun (excepto el sector de la provincia de Assa-Saac ubicado en el Sahara Occidental). En la región de El Aaiún-Saguía el-Hamra solo comprende los sectores de las provincias de Esmara y Tarfaya ubicados fuera del Sahara Occidental.
La sede de la arquidiócesis se encuentra en la ciudad de Rabat, en donde se halla la Catedral de San Pedro. En Casablanca se halla la antigua iglesia conocida como Catedral del Sagrado Corazón. A pesar de que se la conoce como catedral por su aspecto monumental, nunca lo fue. En la década de 1970 fue cedida al Gobierno marroquí y se utiliza para eventos culturales.
En 2020 el territorio estaba dividido en 18 parroquias, agrupadas en 4 regiones: Rabat, Casablanca, Sur y Este.

## Historia
El vicariato apostólico de Rabat fue erigido el 2 de julio de 1923 con el breve Quae catholico nomini del papa Pío XI, separando territorio del vicariato apostólico de Marruecos (hoy archidiócesis de Tánger).
El 14 de septiembre de 1955 el vicariato apostólico fue elevado al rango de arquidiócesis con la bula Dum tantis del papa Pío XII.

## Episcopologio
- Victor Colombanus Dreyer, O.F.M.Cap. † (27 de junio de 1923-11 de marzo de 1927 nombrado vicario apostólico del Canal de Suez)
- Henri Vielle, O.F.M. † (8 de junio de 1927-7 de mayo de 1946 falleció)
- Louis-François-Bienaimé-Amedée Lefèbvre, O.F.M. † (10 de abril de 1947-15 de enero de 1968 falleció)
- Jean-Berchmans-Marcel-Yves-Marie-Bernard Chabbert, O.F.M. † (15 de enero de 1968 por sucesión- 17 de julio de 1982 nombrado arzobispo a título personal de Perpiñán-Elna)
- Hubert Louis Marie Félix Michon † (2 de mayo de 1983-5 de mayo de 2001 renunció)
- Vincent Landel, S.C.I. di Béth. (5 de mayo de 2001 por sucesión- 29 de diciembre de 2017 retirado)
- Cristóbal López Romero, S.D.B., desde el 29 de diciembre de 2017

## Estadísticas
De acuerdo al Anuario Pontificio 2021 la arquidiócesis tenía a fines de 2020 un total de 21 150 fieles bautizados.
| Año                                                                             | Población            | Población  | Población      | Sacerdotes | Sacerdotes    | Sacerdotes    | Bautizados por sacerdote | Diáconos permanentes | Religiosos | Religiosos | Parroquias |
| Año                                                                             | Bautizados católicos | Total      | % de católicos | Total      | Clero secular | Clero regular | Bautizados por sacerdote | Diáconos permanentes | Varones    | Mujeres    | Parroquias |
| ------------------------------------------------------------------------------- | -------------------- | ---------- | -------------- | ---------- | ------------- | ------------- | ------------------------ | -------------------- | ---------- | ---------- | ---------- |
| 1950                                                                            | 360 000              | 8 764 300  | 4.1            | 202        | 60            | 142           | 1782                     |                      | 265        | 481        | 57         |
| 1970                                                                            | 150 000              | 12 430 000 | 1.2            | 188        | 103           | 85            | 797                      |                      | 112        | 410        | 67         |
| 1978                                                                            | 60 000               | 17 000     | 0.4            | 83         | 29            | 54            | 722                      |                      | 64         | 298        | 50         |
| 1990                                                                            | 63 000               | 27 000     | 0.2            | 58         | 19            | 39            | 1086                     |                      | 48         | 188        | 32         |
| 1999                                                                            | 22 000               | 30 000     | 0.1            | 47         | 13            | 34            | 468                      |                      | 43         | 154        | 40         |
| 2000                                                                            | 22 000               | 30 000     | 0.1            | 50         | 17            | 33            | 440                      |                      | 43         | 160        | 27         |
| 2001                                                                            | 22 000               | 30 000     | 0.1            | 50         | 17            | 33            | 440                      |                      | 44         | 155        | 27         |
| 2002                                                                            | 22 000               | 27 300 000 | 0.1            | 55         | 23            | 32            | 400                      |                      | 43         | 155        | 27         |
| 2003                                                                            | 21 000               | 27 300 000 | 0.1            | 39         | 8             | 31            | 538                      |                      | 44         | 144        | 27         |
| 2004                                                                            | 21 000               | 27 500 000 | 0.1            | 37         | 4             | 33            | 567                      |                      | 45         | 144        | 31         |
| 2007                                                                            | 20 000               | 30 000     | 0.1            | 25         | 4             | 21            | 800                      |                      | 28         | 133        | 30         |
| 2010                                                                            | 25 000               | 27 648 151 | 0.1            | 31         | 12            | 19            | 806                      |                      | 27         | 135        | 28         |
| 2014                                                                            | 21 000               | 28 860 000 | 0.1            | 44         | 24            | 20            | 477                      |                      | 25         | 120        | 25         |
| 2017                                                                            | 20 000               | 29 900 000 | 0.1            | 33         | 14            | 19            | 606                      |                      | 22         | 101        | 28         |
| 2020                                                                            | 21 150               | 30 858 500 | 0.1            | 34         | 16            | 18            | 622                      |                      | 23         | 95         | 18         |
| Fuente: Catholic-Hierarchy, que a su vez toma los datos del Anuario Pontificio. |                      |            |                |            |               |               |                          |                      |            |            |            |

## Galería de imágenes

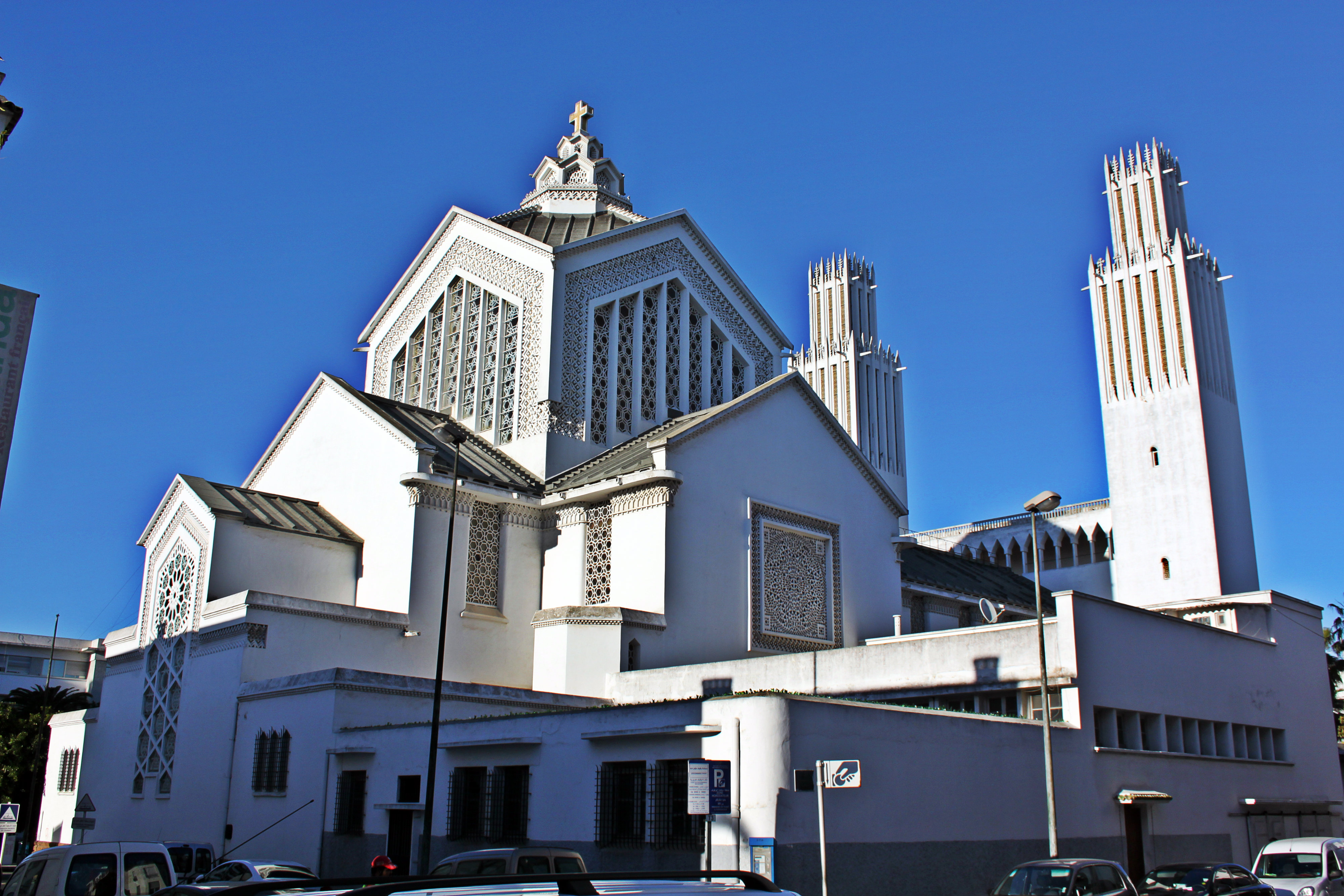
Catedral de San Pedro en Rabat
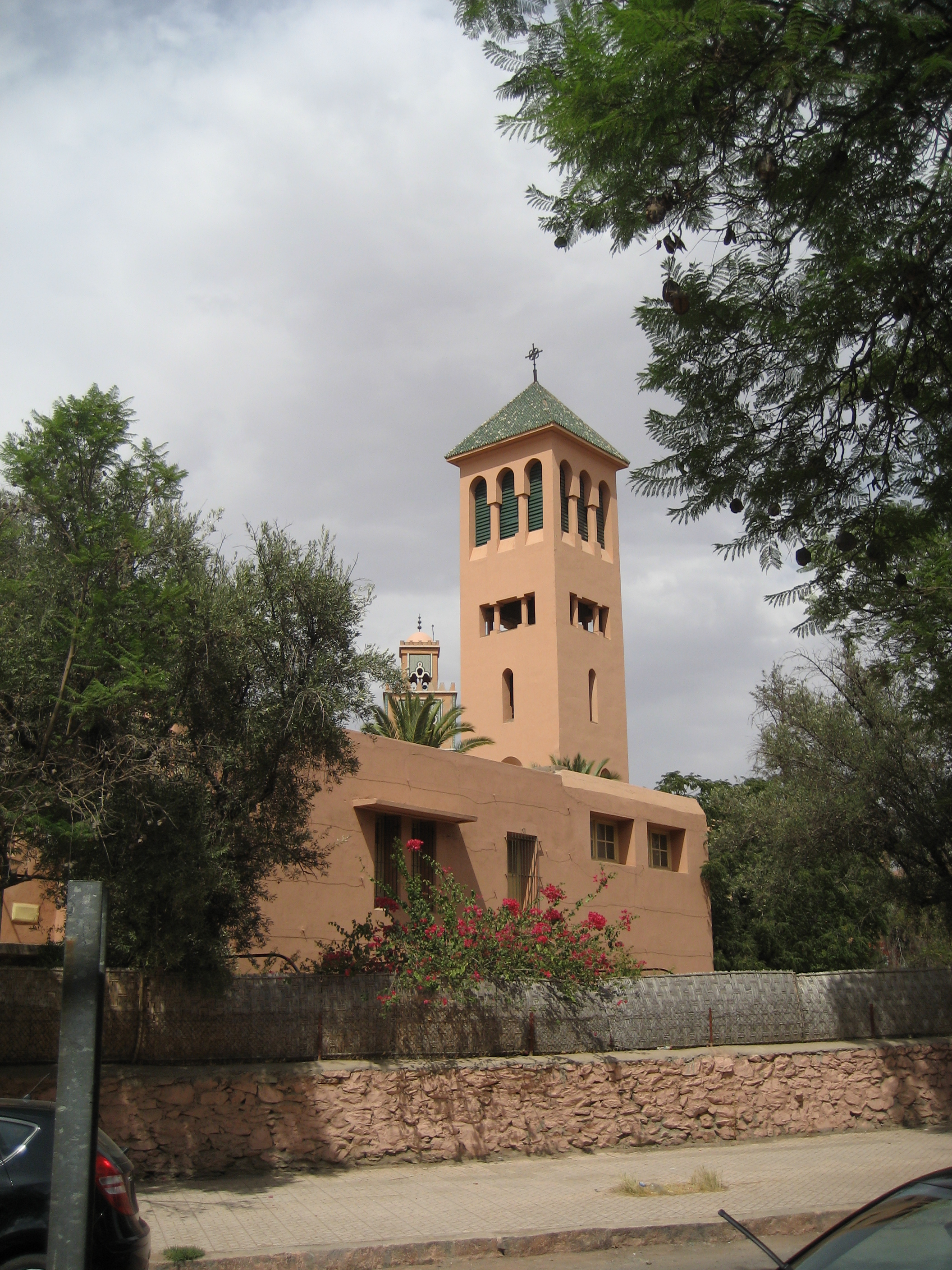
Iglesia de los Santos Mártires, Marrakech
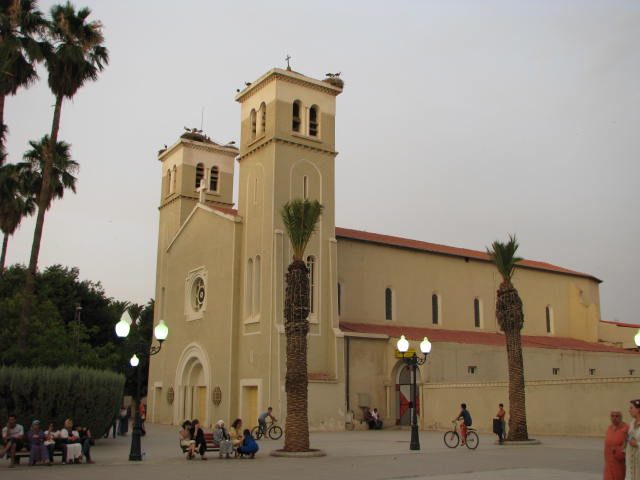
Iglesia de San Luis, Uchda
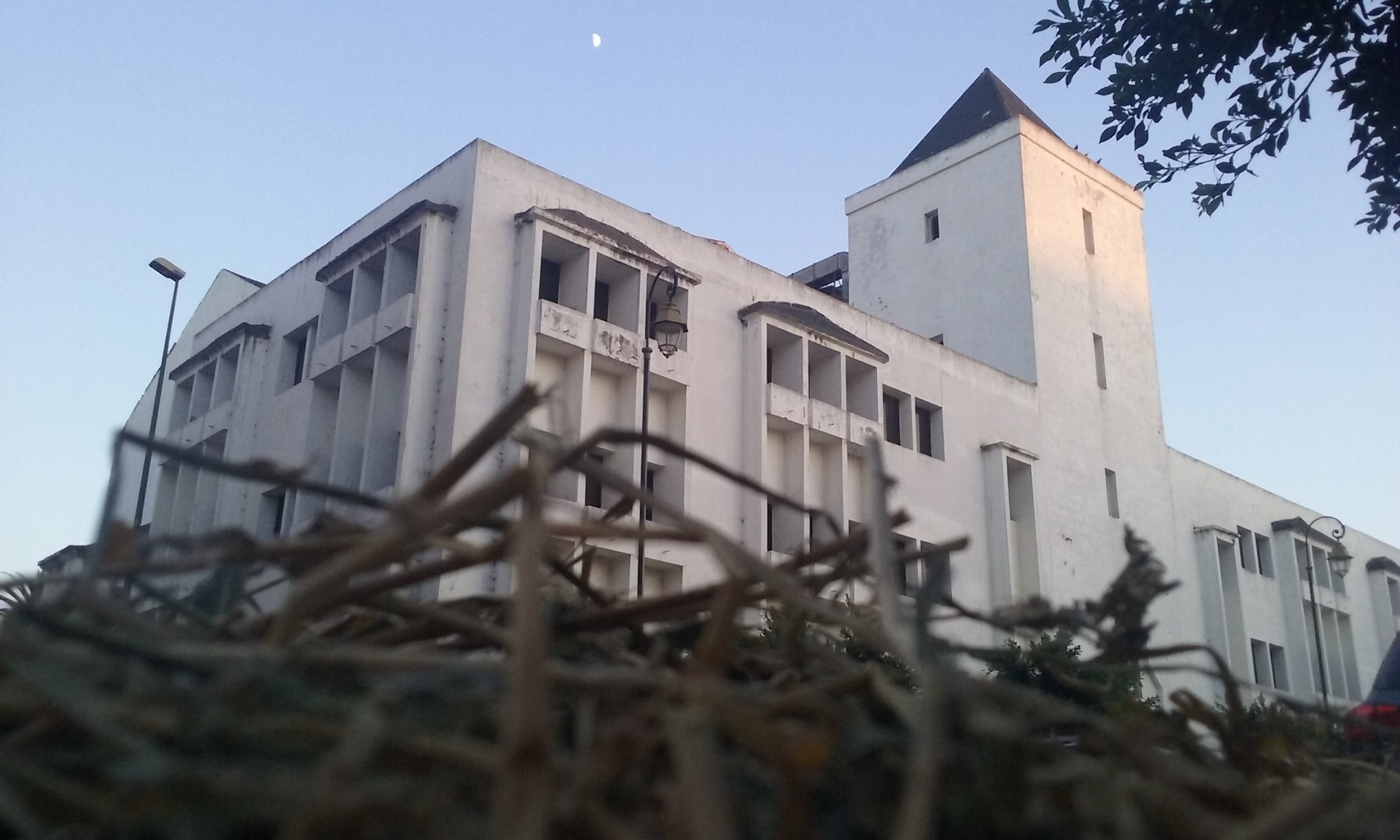
Iglesia de San José, Rabat